# Werner E. Klatten
Werner E. Klatten (* 20. August 1945 in Esslingen am Neckar) ist ein deutscher Manager. Er war Geschäftsführer bei Sat.1 und Vorstandsvorsitzender von EM.TV. Er ist seit 2010 Aufsichtsratsvorsitzender bei der Deutschen Sporthilfe sowie Mitglied im Aufsichtsrat der Altech Advanced Materials AG seit November 2019.

## Leben
Werner Klatten studierte bis 1973 Rechtswissenschaften. Anschließend arbeitete er bis 1976 in einer Hamburger Anwaltskanzlei als Rechtsanwalt. Von 1977 bis 1984 war er Chefjustitiar des Tabakwarenhersteller Martin Brinkmann AG. 1984 wurde er Vorstandsmitglied für das Ressort Marketing der Martin Brinkmann AG. 1985 berief ihn dasselbe Unternehmen zum Vorstandsvorsitzenden. 1988 wechselte er als Vorsitzender der Geschäftsführung zu Sat.1 (damals noch Sat.1 GmbH). Sechs Jahre später wurde er Geschäftsleiter des Spiegel-Verlages, wo er für den Geschäftsbereich „Märkte und Erlöse“ verantwortlich war. 2000 wurde er Vorstandsvorsitzender der SpiegelNet AG. 2001 wechselte er als Vorstandsvorsitzender zur EM.TV AG, heute Sport1 Medien AG. Seit September 2008 ist er dort stellvertretender Aufsichtsratsvorsitzender. Seit 1. Dezember 2008 ist er Aufsichtsratsvorsitzender der Deutschen Sporthilfe. Klatten ist Mitglied des Kuratoriums der DFL Stiftung.
Werner Klatten war verheiratet und hat einen Sohn. Er ist der Schwager von Susanne Klatten.
Mit Verlautbarung vom 1. Februar 2019 gab der Bundespräsident die Verleihung des Verdienstkreuzes am Bande des Verdienstordens der Bundesrepublik Deutschland an Werner E. Klatten bekannt.

## Berufliche Stationen
- 1973–1976: Rechtsanwalt in Hamburg
- 1977–1984: Chefjustitiar der Martin Brinkmann AG
- 1984–1985: Vorstandsmitglied der Martin Brinkmann AG
- 1985–1988: Vorstandsvorsitzender der Martin Brinkmann AG
- 1988–1994: Geschäftsführer der Sat.1 GmbH
- 1994–2001: Mitglied der Geschäftsleitung des Spiegel-Verlages
- 2000–2001: Vorstandsvorsitzender der SpiegelNet AG
- 2001–2008: Vorstandsvorsitzender der EM.TV AG
- 2008–2010: Vorstandsvorsitzender der Stiftung Deutsche Sporthilfe
- seit 2008: stellvertretender Aufsichtsratsvorsitzender der EM.TV AG (heutige Sport1 Medien AG)
- seit 2010: Aufsichtsratsvorsitzender der Stiftung Deutsche Sporthilfe
- seit November 2019: Mitglied des Aufsichtsrats bei Altech Advanced Materials AG (AAM)[4]